# Contarinia passlowi
Contarinia passlowi är en tvåvingeart som beskrevs av Harris 1979. Contarinia passlowi ingår i släktet Contarinia och familjen gallmyggor. Inga underarter finns listade i Catalogue of Life.